# Mount Janetschek
Mount Janetschek är ett berg i Antarktis. Det ligger i Östantarktis. Nya Zeeland gör anspråk på området. Toppen på Mount Janetschek är 1 455 meter över havet, eller 457 meter över den omgivande terrängen. Bredden vid basen är 2,9 km.
Terrängen runt Mount Janetschek är kuperad västerut, men österut är den bergig. Trakten är obefolkad. Det finns inga samhällen i närheten.